# Лещинский, Анджей (воевода брест-куявский)
Анджей Лещинский (приблизительно 1559—24 июля 1606, Берестечко, Волынь, Великое княжество Литовское) — польский магнат, воевода брест-куявский (с 1591 года), староста накельский (с 1602 года).

## Биография
Анджей Лещинский принадлежал к знатному магнатскому роду Лещинских герба Венява и был сыном Рафаила Лещинского от первого брака с Барбарой Вольской. Поддерживал польских протестантов, особенно кальвинистов. Был инициатором строительства ренессансного замка в Барануве-Сандомерском.
Лещинский был женат трижды — на Анне Фирлей, княжне Феодоре Сангушко и Софии Опалинской. В первом браке родились Рафаил, Катажина и Барбара; в третьем — Ян, Преслав и Вацлав.